# Fosse du Pérou-Chili

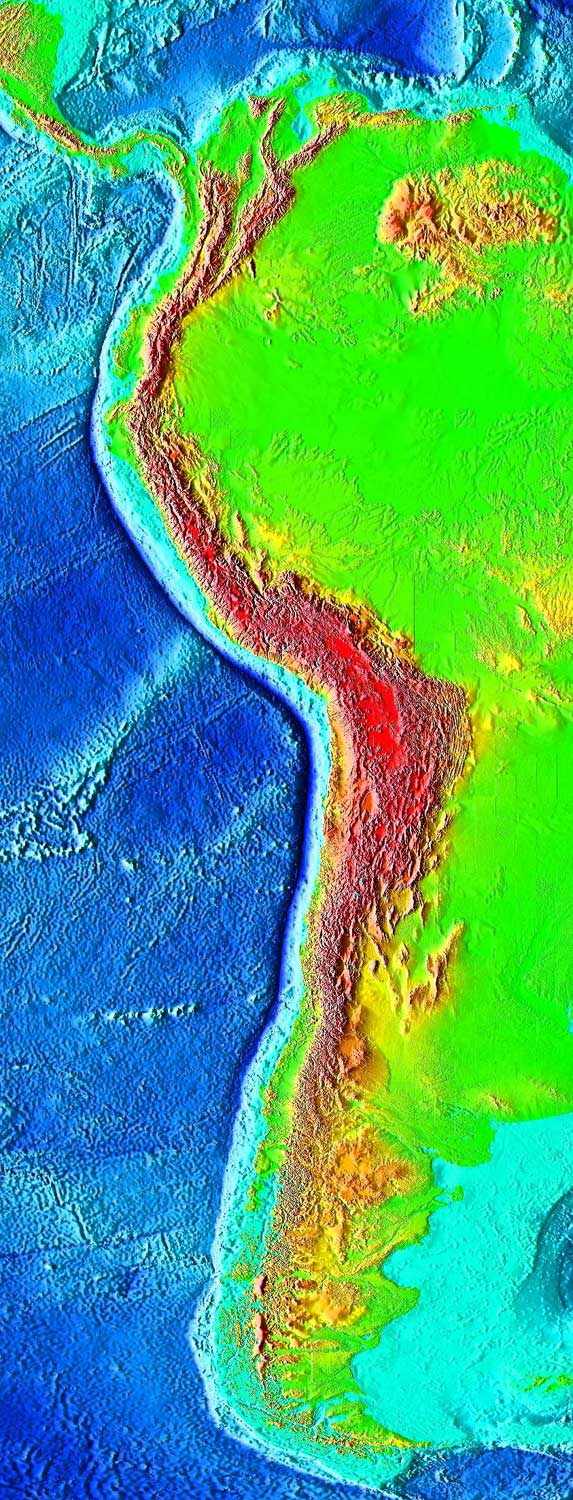
Fosse du Pérou-Chili en bleu foncé.

La fosse du Pérou-Chili ou fosse d'Atacama est une fosse océanique de la croûte terrestre. Elle se situe dans l'océan Pacifique à l'ouest de l'Amérique du Sud et sa profondeur atteint 8 065 mètres. Située à environ 160 kilomètres des côtes occidentales, sa longueur approximative est de 5 900 kilomètres pour 64 kilomètres de largeur en moyenne. Sa superficie est d'environ 590 000 km2.